# Варшавское укрепление
Варшавское укрепление — часть Динабургской крепости в городе Даугавпилсе (Латвия).

## Описание
Расположена в пределах треугольника улиц Вальню, Даугавас, Крауяс, на правом берегу Западной Двины (Даугавы). С востока прикрывает главный вал крепости. Перед ним простиралась часть 700 саженной Эспланады крепости. По берегу реки проходит «верхняя дамба» — ул. Даугавас, а через Эспланаду в город «нижняя дамба» — ул. Циетокшня (Крепостная). По ней проходит трамвай № 3, автобусы № 4, 5, 13, маршрутка № 13а. В валу укрепления сделан проезд для улицы.
Продолжение укрепления на левом берегу, примыкая к Мостовому прикрытию.

## История
Сооружалось в 1860—1863 годах. Ранее в этом месте в 1819 году при строительных работах найдена доска сообщающая о строительстве на этом месте полевого укрепления — шанца 1577 года Ивана Грозного. В местах изгиба вала устроены кирпичные капониры, перед валом вырыт ров. С 1862 года по части вала укрепления прошла строившаяся Петербурго-Варшавская железная дорога на Ковно, Варшаву. Устроен железнодорожный виадук над Шоссейной улицей, далее переходящий в Железнодорожный мост. В ров укрепления отведен нижний участок реки Шуница, в её устье выстроен каменный шлюз в насыпи городской дамбы.
В 1949 году проведена трамвайная линия от базара до крепости через Эспланаду, далее маршрут № 4 Химия—Крепость, потом № 3 Крепость—Стропы.
По плану реконструкции  сделаны два кольца/ рондо  для транспорта, на пересечении Даугавас и Циетокшня, Даугавас и Вальню, сооружён пешеходный тоннель рядом с виадуком, велодорожка в город.
28 июня 2018 года на дворе укрепления открыт памятный знак Стефану Баторию , польскому королю, кто даровал месту Динабург Магдебургское право , в присутствии двух президентов — ЛР Р. Вейониса и РП А. Дуды.